# Alkylgruppe

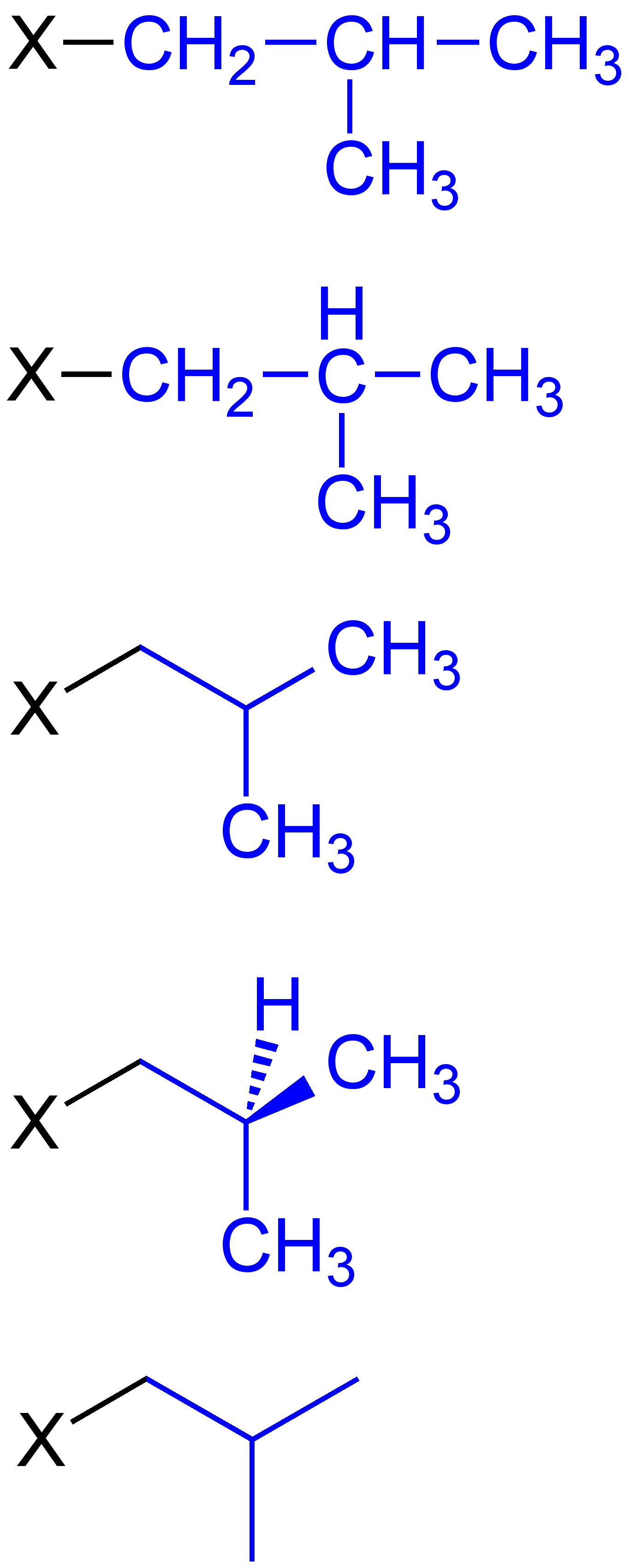
Verschiedene Präsentationsformen der Strukturformel einer Alkylgruppe am Beispiel der blau markierten iso-Butylgruppe (= Isobutylgruppe).

Eine Alkylgruppe ist ein Teil eines Moleküls, der aus miteinander verbundenen Kohlenstoff- und Wasserstoffatomen besteht. Die einfachste Alkylgruppe ist die Methylgruppe –CH3; sie tritt relativ häufig auf. Weitere Beispiele sind die Ethylgruppe –CH2–CH3 und die n-Propylgruppe –CH2–CH2–CH3. Die allgemeine Formel für Alkylgruppen in Form einer Kette ist CnH2n+1, die für die ringförmig angeordneten Cycloalkylgruppen CnH2n−1.

## Nomenklatur
Alkylgruppen kommen in sehr vielen Molekülen vor, insbesondere in den gesättigten Kohlenwasserstoffen, den Alkanen. Der Name Alkylgruppe leitet sich davon ab, und auch die Benennung der verschiedenen Alkylgruppen richtet sich nach dem zugrundeliegenden Alkan (oder Alken oder Alkin): Der Namensstamm wird mit dem Suffix „-yl“ erweitert, das heißt, die Endung -an wird durch -yl ersetzt (oder es wird ein -yl angehängt). Die einfachsten Alkylgruppen sind Alkane, denen ein Wasserstoffatom fehlt: z. B. leiten sich die Methyl-, Ethyl- und Propylgruppen von Methan, Ethan und Propan ab. Alkylgruppen werden häufig abgekürzt, wenn sie in Struktur- oder Summenformeln auftreten. Beispielsweise steht MeOH für Methanol, Et2O für Diethylether. Ist eine beliebige Alkylgruppe gemeint, wird oft –R verwendet. Da die Abkürzung –R allerdings auch für –H oder gar für Reste mit funktionellen Gruppen stehen kann, wird ihre Bedeutung meist mit angegeben.
In Abhängigkeit von der Länge der Alkylkette werden folgende systematischen Namen und Trivialnamen verwendet:
| Anzahl C-Atome | Systematischer Name | Trivial- name | Abkür- zung | Halbstrukturformel | Isomere            |
| -------------- | ------------------- | ------------- | ----------- | ------------------ | ------------------ |
| 01             | Methyl-             |               | Me          |                    | keine              |
| 02             | Ethyl-              |               | Et          |                    | keine              |
| 03             | Propyl-             |               |             |                    |                    |
| 04             | Butyl-              |               |             |                    | 3 Isomere          |
| 05             | Pentyl-             | Valeryl-      |             |                    | 8 Isomere          |
| 06             | Hexyl-              | Capron-       |             |                    | mehrere Isomere    |
| 07             | Heptyl-             | Önanthyl-     |             |                    | mehrere Isomere    |
| 08             | Octyl-              | Capryl-       |             |                    | mehrere Isomere    |
| 09             | Nonyl-              | Pelargonyl-   |             |                    | zahlreiche Isomere |
| 10             | Decyl-              | Caprin-       |             |                    | zahlreiche Isomere |
| 12             | Dodecyl-            | Lauryl-       |             |                    | zahlreiche Isomere |
| 14             | Tetradecyl-         | Myristyl-     |             |                    | zahlreiche Isomere |
| 16             | Hexadecyl-          | Cetyl-        |             |                    | zahlreiche Isomere |
| 18             | Octadecyl-          | Stearyl-      |             |                    | zahlreiche Isomere |

Zu unterscheiden von den zumeist aliphatischen Alkylgruppen sind die Arylgruppen, wobei man zweckmäßigerweise entsprechend dem Einfluss auf das übrige Molekül unter einer Arylgruppe eine Gruppe versteht, die direkt mit dem aromatischen Ring an das Restmolekül geknüpft ist. Es gibt auch Kombinationen aus Alkylresten und Arylresten, ein Beispiel ist der Benzylrest [–CH2–C6H5].

## Einfluss einer Alkylgruppe auf das übrige Molekül
- Alkylgruppen besitzen einen schwachen elektronenschiebenden Effekt, +I-Effekt genannt. Sie fungieren also als schwache Elektronendonatoren.
- Vor allem verzweigte Alkylgruppen beeinflussen benachbarte funktionelle Gruppen durch ihren Raumbedarf und mindern durch diese sterische Hinderung deren Reaktivität.
- Je länger und zahlreicher die Alkylgruppen in einer Verbindung, desto schlechter wird ihre Wasserlöslichkeit und desto besser wird ihre Löslichkeit in unpolaren Lösungsmitteln.